# DFDS
 Der er for få eller ingen kildehenvisninger i denne artikel, hvilket er et problem. Du kan hjælpe ved at angive troværdige kilder til de påstande, som fremføres i artiklen.

DFDS (Det Forenede Dampskibs-Selskab) er et dansk selskab, der driver rederi og logistikvirksomhed i Europa.
Den årlige omsætning var i 2018 på DKK 17 mia - 80% af omsætningen kommer fra fragtområdet og 20% fra passagertransport.
DFDS’ rutenetværk er et af de største i Europa med ca. 60 færger og 20 færgeruter, hvoraf halvdelen er rene fragtruter og halvdelen kombinerede fragt- og passagerruter.
DFDS’ færgedivision opererer primært i Nordsøen, Østersøen, Den Engelske Kanal og Middelhavet og omfatter drift af terminaler og godsservice på skinner.
Logistikdivisionen, der står for 35% af selskabets omsætning, tilbyder dør-til-dør transport med lastbiler, godstog og containere.
DFDS’ største passagerruter er Amsterdam-Newcastle og de tre ruter i Den Engelske Kanal: Dover-Dunkirk, Dover-Calais og Newhaven-Dieppe. 5 millioner passagerer benytter årligt en af selskabets passagerfærger.
Virksomheden har ca. 8.000 medarbejdere fordelt på skibe og kontorer i 20 lande. Hovedkontoret ligger i København i Nordhavnen på adressen Marmorvej 18 ved siden af færgeterminalen.
DFDS er noteret på OMX Copenhagen.
København-Frederikshavn-Oslo ruten betjenes af flagskibet M/S Pearl Seaways (40.030 BT) og M/S Crown Seaways (35.495 BT). Ruten, de to skibe og 800 ansatte overtoges 1. november 2024 af Gotlandsbolaget for 400 mio kr.
Den øvrige passagerskibsflåde består blandt andet af M/S King Seaways (31.395 BT) og M/S Princess Seaways (31.356 BT).
DFDS hovedkontor flyttede omkring 2004 fra Sankt Annæ Plads 30 (Kvæsthusbroen) til Sundkrogsgade 11 ved Københavns Frihavn. I 2022 flyttede man videre til Marmorvej 18, hvor det også ligger i dag. Bygningerne Kvæsthusgade 9-11 er opført 1871-72 ved Georg E.W. Møller og udvidet 1891 ved Albert Jensen (Sankt Annæ Plads 26-28 og Kvæsthusgade 7).

## Historie
Virksomheden blev stiftet af C.F. Tietgen den 11. december 1866 ved en fusion mellem forskellige små operatører med i alt 22 skibe med tilsammen 9.500 DW. Selskabet samlede efterhånden næsten alle de indenlandske ruter og ruterne for eksport af landbrugsprodukter fra Danmark til England på sin hånd og fik skabt regelmæssige passager- og fragtruter på havne i Skandinavien, Island, Færøerne, Nord- og Østersøen, Frankrig, Portugal, Spanien, Italien, Levanten, Nordafrika samt Nord- og Sydamerika.
Den stiftende aktiekapital var oprindeligt på 1,8 mio. kr., men allerede i 1896 var tegningen på kr. 10 mio. Tabet af Sønderjylland i 1864 havde foranlediget en stigende interesse for søfarten, da især landbrugets udskibningshavn til England var Hamborg (Altona). Esbjerg anlagdes også i denne tid, og derved fik DFDS store indtægter.
Den af selskabet efter overtagelsen af Thingvalla-linjen i 1898, under navnet Skandinavien-Amerika Linien drevne passagerfart på New York måtte på grund af USA's indskrænkning af indvandringen og som følge af den ved handelsaftaler skete omlægning af Danmarks import fra Amerika til europæiske lande indstilles med udgangen af 1935, efter at en henvendelse til den danske regering om statsstøtte til opretholdelse af linjen var blevet afslået.
Ved den anden verdenskrigs begyndelse i 1939 bestod flåden af 96 skibe med en samlet brutto register-tonnage af 184.423 tons. Under 2. verdenskrig mistedes 32 skibe, men under og efter krigen har selskabet overtaget 28 skibe, dels af nybygninger og dels indkøbte skibe, og endvidere er der 3 skibe under bygning. Flåden bestod ved udgangen af 1950 af 45 dampskibe, 39 motorskibe, 9 bugserfartøjer, 5 søgående lægtere, 47 dækkede og 28 åbne prammed en samlet brutto register-tonnage af 195.969 tons. Størstedelen af flåden består af hurtiggående skibe beregnet for både passager- og godstrafik, og i mange af dem er installeret kølerum.
Selskabets administrerende direktører var ved stiftelsen H.P. Prior (1813-1875) og C.P.A. Koch (1816-1892) og har derefter været kommandør Carl Normann (1839-1899), Jacob Brandt (1856-1912), admiral Andreas du Plessis de Richelieu (1852-1932) (samtidig formand for bestyrelsen), C.M.T. Cold (1863-1934) samt Kay Reinhard (1871-1928) og A.O. Andersen (1875-1934). Ved direktør A.O. Andersens død i 1934 blev J.A. Kørbing (1885-1982), som siden 1921 havde været selskabets tekniske direktør, administrerende direktør og L.O. Normann (1890-1973) direktør. Bestyrelsens formand var i 1950 bankdirektør Poul Andersen (1889-1966).

## Vigtige årstal og begivenheder i selskabets historie
Den kendte handels- og finansmand C.F. Tietgen grundlagde DFDS den 11. december 1866 ved at fusionere fire mindre færgeselskaber. På det tidspunkt bestod flåden af 19 skibe, der med København som centrum sejlede både mellem landsdelene og til og fra havnebyer i udlandet.
Baggrunden for fusionen var den voldsomt stigende handel og efterspørgsel på transportmuligheder, der opstod som følge af industrialiseringen.
Der skulle transporteres varer og kul fra Storbritannien, som dengang var verdens industrielle centrum, til Skandinavien og andre lande, der til gengæld havde behov for at kunne transportere især landbrugsvarer til Storbritannien. I de første årtier sejlede DFDS primært i farvandene omkring Europa.
Esbjerg Havn åbnede i 1873, og i 1875 begyndte DFDS at sejle fra Esbjerg til Thameshaven tæt ved London. Der kom senere flere Englandsruter til, blandt andet til Harwich, London, Grimsby og Newcastle. Der blev også etableret en rute fra Esbjerg til Hamborg, og efter København blev Esbjerg den vigtigste havn for DFDS.
DFDS voksede hurtigt, og i løbet af 1880’erne udvidede DFDS med mange nye ruter i blandt andet Sortehavet og Middelhavet. Der kom flere nye skibe til, og med ca. 120 skibe blev DFDS et af de ti største rederier i verden - målt på antallet af dampskibe var DFDS det største i verden.
I 1898 overtog DFDS dampskibsselskabet Thingvalla, og det blev startskuddet til DFDS’ sejlads mellem Skandinavien og USA. Fire dampskibe sejlede Stettin-København-Kristiania-Kristiansand-New York og medbragte både fragt og passagerer.
Mange immigranter startede deres jagt efter et bedre liv i Amerika på et af DFDS’ dampskibe. I 1921 indførte USA kvoter for immigranter, og op gennem 1930’erne blev færre og færre immigranter lukket ind i USA. Efterhånden var der så få passagerer tilbage, at skibene et efter et blev taget ud, og i 1935 sejlede DFDS flagskibet Frederik VIII Amerika-rutens sidste tur fra New York til København.
Under begge verdenskrige sørgede DFDS for vigtige forsyninger af fødevarer og kul til folk i Europa, men krigene betød store tab og påbud om omlægninger eller midlertidige nedlæggelser af ruter.
Under 2. Verdenskrig beslaglagde tyskerne 12 af DFDS’ skibe, hvoraf 9 dog blev afleveret tilbage igen efter krigen, i meget dårlig stand. DFDS mistede 31 skibe ved krigshandlinger, og 300 søfolk mistede livet. Efter krigen var slut, fortsatte tabene desværre endnu nogle år på grund af påsejling af miner i havene.
I 1913 blev DFDS’ første motorskib California sat i drift, og efter en gradvis udskiftning af dampdrevne skibe med dieselmotordrevne skibe blev det sidste dampskib, Botnia, taget ud af drift i 1966.
I slutningen af 1960'erne var DFDS med til at udvikle en ro-ro-løsning (roll on – roll off) og banede dermed vejen for en mere effektiv lastning af lastbiler og trailere.
I 1972 udvidede DFDS sit forretningsområde til udover rederivirksomhed også at omfatte logistik (landtransport), og da DFDS i 1999 overtog Dan Transport, blev DFDS Dan Transport til en af de største logistikvirksomheder i Nordeuropa. DFDS Dan Transport blev solgt fra i 2000, hvorefter DFDS igen i en årrække primært fokuserede på rederivirksomhed.
Efter overtagelsen af Norfolkline i 2010 og derefter af flere andre logistikselskaber er DFDS igen blevet en spiller indenfor Europæisk logistikvirksomhed.
Rederivirksomhed udgør stadig den største del af forretningen, og efter opkøbet af det tyrkiske shipping firma U.N Ro-Ro i 2018 kom DFDS også tilbage til Middelhavet og har i dag en position som en af Europas største logistik- og rederivirksomheder.

## Ulykker
1904: S/S Norges forlis: 635 døde, ud af 727 mennesker ombord. Største maritime katastrofe i dansk søfart, 8 år før Titanic. Ulykken har mange lighedspunkter med Titanic, bl.a. det utilstrækkelige antal redningbåde.
Den 9. oktober 2010 brød færgen MV Lisco Gloria i brand syd for Langeland efter en eksplosion på bildækket. Ingen af de 204 passagerer og besætningsmedlemmer kom noget til. Færgen var på vej fra Kiel i Tyskland til Klaipėda i Litauen, da den brød i brand.
Den 17. november 2010 ramtes M/S Pearl of Scandinavia af en brand på bildækket opdaget kl. 06.20, da skibet befandt sig nord for Helsingborg på vej mod København. Selve redningsopgaven forløb efter planen, og de 651 passagerer og besætningsmedlemmer kom intet til. Branden nedkæmpedes af skibets besætning. Det viste sig senere, at branden skyldtes en hjemmebygget elbil, der stod til opladning med et uautoriseret forlængerkabel.